# Patrizia Pellegrino
Patrizia Pellegrino (née le 28 juillet 1962), est une chanteuse et actrice italienne.

## Biographie
Née à Torre Annunziata, Pellegrino est diplômée en danse au San Carlo de Naples. Elle fait ses débuts avec un petit rôle dans le film Onore e guapparia en 1977. Le sommet de sa carrière est atteint dans la première moitié des années 1980, lorsqu'elle est active en tant qu'actrice principale dans un certain nombre de films comiques ainsi qu'en tant que showgirl et présentatrice de plusieurs émissions de variétés à la télévision comme les spectacles Chewing-gum avec Maurizio Micheli, Night and Day, Chi tiriamo in ballo, Il piacere dell'estate et Sereno Variabile. À partir de la fin des années 1980, elle concentre sa carrière sur la scène, dans des œuvres dramatiques, travaillant entre autres avec Vittorio Gassman et Pietro Garinei. Pellegrino a également une carrière de chanteuse, lancée par le single d'Italo disco Beng !!!. Elle a participé à la deuxième édition de l'émission de téléréalité Raidue L'isola dei famosi.
Depuis le 14 septembre 2010, elle présente Botteghe e mestieri sur la chaîne satellite Leonardo (Sky). Elle a posé nue pour plusieurs magazines érotiques, dont Playboy et Playmen.

## Vie privée
Patrizia Pellegrino a eu quatre enfants avec son ex-mari Pietro Antisari Vittori : Tommaso, Arianna, Riccardo (décédé à l'âge de 10 jours) et Gregory, adopté en Russie, dont l'histoire est documentée dans le livre autobiographique Per avere Gregory. Le 28 mai 2005, elle épouse l'entrepreneur Stefano Todini, duquel elle se sépare en 2013.

## Filmographie

### Cinéma
- 1977 : Onore e guapparia, réalisé par Tiziano Longo
- 1992 : Italian Boys, réalisé par Umberto Smaila
- 1984 : Se tutto va bene siamo rovinati, réalisé par Sergio Martino
- 1984 : Dance Music, réalisé par Vittorio De Sisti
- 1985 : Vacanze d'estate, réalisé par Ninì Grassia
- 1985 : Final Justice, réalisé par Greydon Clark
- 1990 : Les Amusements de la vie privée, réalisé par Cristina Comencini
- 2007 : Come le formiche, réalisé par Ilaria Borrelli
- 2008 : Ti stramo - Ho voglia di un'ultima notte da manuale prima di tre baci sopra il cielo, réalisé par Pino Insegno et Gianluca Sodaro
- 2008 : Linea di Konfine, réalisé par Fabio Massa
- 2012 : Viva l'Italia, réalisé par Massimiliano Bruno
- 2018 : Le Grida del silenzio, réalisé par Alessandra Carlesi

### Télévision
- 1986 : Ferragosto OK, réalisé par Sergio Martino – film télévisé
- 1986 : Caccia al ladro d'autore – minisérie TV, épisode Il calice di Murano
- 1987 : Provare per credere, réalisé par Sergio Martino – film télévisé
- 1988 : Le Château de Yurek, réalisé par Lamberto Bava – film télévisé
- 1989 : A che servono gli uomini?, réalisé par Pietro Garinei – film télévisé
- 1991 : La Storia spezzata – film télévisé
- 1996 : Pazza famiglia 2 – minisérie télévisée
- 2001 : Con gli occhi dell'assassino, réalisé par Corrado Colombo – film télévisé
- 2003 : Tutti i sogni del mondo – minisérie télévisée
- 2004 : Un sacré détective – série TV, épisode 4x21 (2004)
- 2011 : Baciati dall'amore – minisérie télévisée (2011)
- 2013 : Il bambino cattivo, réalisé par Pupi Avati – film télévisé

## Théâtre
- 1989 : A che servono gli uomini, mise en scène de Pietro Garinei
- 1992 : Foto di gruppo con gatto, mise en scène de Pietro Garinei
- 1994 : Morto un papa, avec Fiorenzo Fiorentini
- 1996 : Posso ridere anch'io
- 1996 : Pare però
- 1998 : Bambole non c'è una lira, mise en scène de Romolo Siena
- 1999 : Quando la moglie è in vacanza
- 2006 : Messaggini all'arsenico, mise en scène de Pier Francesco Pingitore
- 2006 : Sesso e gelosia, mise en scène de Carlo Alighiero
- 2007 : Baciami, stupido!, avec Anna Bonacci, d'Ennio Coltorti
- 2008 : La Capannina, d'André Roussin, mise en scène d'Ennio Coltorti
- 2009 : Follie del cafè chantant
- 2010 : Un'ora senza televisione, de Gianluca Ramazzotti, bande originale de Gianluca John Attanasio
- 2010 : Due scapoli e una bionda, de Neil Simon, mise en scène d'Ennio Coltorti (2010)
- 2010 : L'Aria del continente (avec Enrico Guarneri) (2010)
- 2011 : La Scuola delle mogli (avec Enrico Guarneri) (2011)
- 2016 : L'Avaro (avec Enrico Guarneri) (2016)
- 2019-2020 : Ricette d'amore, de Cinzia Berni, mise en scène de Diego Ruìz (2019-2020)
- 2022 : Sexy e indecise de Mauro Graiani, mise en scène Cinzia Berni (2022)

## Discographie

### Albums studio
- 1994 : Patrizia Pellegrino
- 2005 : Patrizia è

### EP
- 1986 : Chiamami Patrizia (Interbeat)

### Singles
- 1981 : Beng!!!/Automaticamore (CGD)
- 1982 : Matta-Ta/Musica spaziale (CGD)
- 1983 : Scusa ma ti amo/Il mondo da una nuvola (Fonit Cetra)
- 1987 : New Magic/New Magic (Instrumental version) (Pipol Record)
- 1991 : Sophia/Let's Dance (Dischi Ricordi)
- 1991-2015 : MATTA TA (2015 version) (MuuStudios)